# Prosoplus distinctus
Prosoplus distinctus là một loài bọ cánh cứng trong họ Cerambycidae.